# Champagne-et-Fontaine
Champagne-et-Fontaine – miejscowość i gmina we Francji, w regionie Nowa Akwitania, w departamencie Dordogne.
W roku 1052 urodził się tu przyszły król Francji (Franków) Filip I.
Według danych na rok 1990 gminę zamieszkiwało 415 osób, a gęstość zaludnienia wynosiła 17 osób/km² (wśród 2290 gmin Akwitanii Champagne-et-Fontaine plasuje się na 778. miejscu pod względem liczby ludności, natomiast pod względem powierzchni na miejscu 390).